# The Wheels of Justice
The Wheels of Justice er en amerikansk stumfilm fra 1915 af Theodore Marston.

## Medvirkende
- Dorothy Kelly som Julia Dean.
- James Morrison som Ralph Brooks.
- Louise Beaudet som Mrs. Brooks.
- Eulalie Jensen som Rita Reynolds.
- Charles Eldridge som John Reynolds.